# Bang Young-ung
Pour les articles homonymes, voir Bang.
Bang Young-ung (en coréen : 방영웅), né le 20 juillet 1942 et mort le 31 août 2022, est un écrivain sud-coréen.

## Biographie
Bang Yeong-ung est né le 20 juillet 1942 à Yesan dans la province du Chungcheong du Sud. Il est diplômé du lycée Whimoon et a fait ses débuts littéraires avec la publication de L'Histoire de Bullye (Bullyegi), publié dans la revue Création et Critique (Changjak gwa bipyeong) en 1967.

## Œuvre
Bang Yeong-ung fait son entrée dans le monde littéraire avec le remarqué L'Histoire de Bullye (Bullyegi), qui fut adapté en film. Ses nouvelles suivantes incluent Lune (Dal, 1971), Pierre enracinée et pierre arrachée (Bakhin dolgwa ppophin dol, 1980), et Le Mont Geumjo (Geumjosan, 1992). Ses premiers travaux sont centrés sur la vie rurale contemporaine. 
Dans ses premiers travaux, durant les années 1960, il traite ainsi généralement des classes ouvrières en Corée du Sud et des classes les plus défavorisées. À partir des années 1970, il évoque davantage la vie de ses contemporains dans les milieux urbains. Malgré des thématiques différentes, les personnages de ses récits sont sensiblement les mêmes : des gens simples, courageux, qui endurent une vie faite de chagrins et de difficultés. Les ruraux qu'il dépeint ne ressentent pour autant aucunement la nécessité de changer de mode de vie, ce qui les contraint à vivre à l'écart dans un monde toujours changeant.

## Publications
Publications :

### Romans
- 분례기 L'histoire de Bullye (1968)
- 박힌돌과 뽑힌돌 Pierre enracinée et pierre arrachée (1992)
- 금조산 La Montagne Keumjo (1992)

### Nouvelles
- 살아가는 이야기 Histoires de la vie (1974)
- 첫눈 Première neige (1976)

## Distinctions
- Prix littéraire Hankook Ilbo (1969)